# Dobronice u Bechyně
Dobronice u Bechyně (en allemand : Dobronitz) est une commune du district de Tábor, dans la région de Bohême-du-Sud, en République tchèque. Sa population s'élevait à 102 habitants en 2020.

## Géographie
Dobronice u Bechyně est arrosé par la rivière Lužnice et se trouve à 6 km au nord-nord-est de Bechyně, à 16 km au sud-ouest de Tábor, à 41 km au nord de České Budějovice et à 82 km au sud de Prague.
La commune est limitée par Stádlec au nord, par Malšice au nord et à l'est, par Černýšovice et Bechyně au sud, et par Haškovcova Lhota et Rataje à l'ouest.

## Histoire
La première mention écrite du village date de 1220.

## Patrimoine

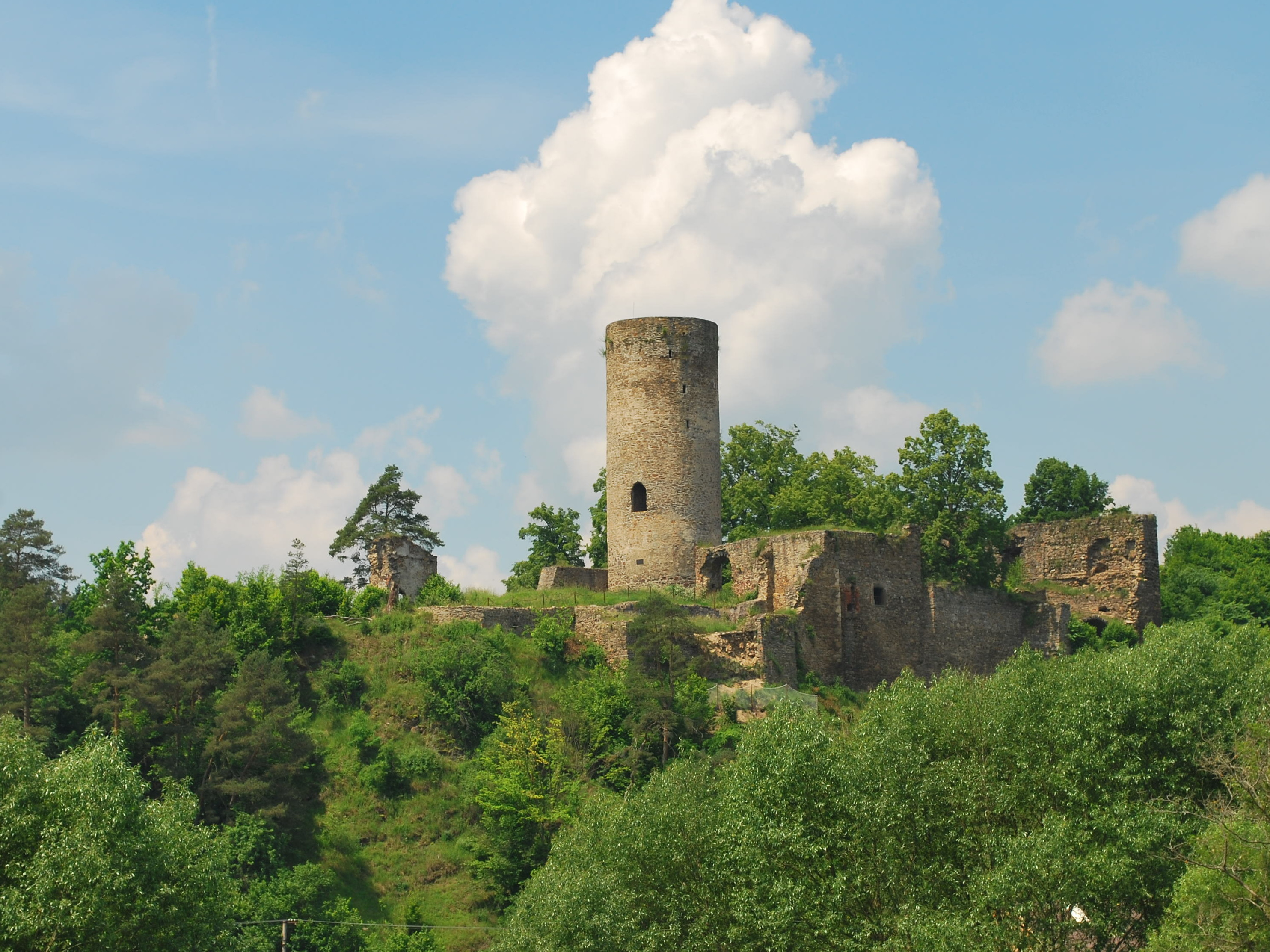
Château de Dobronice.
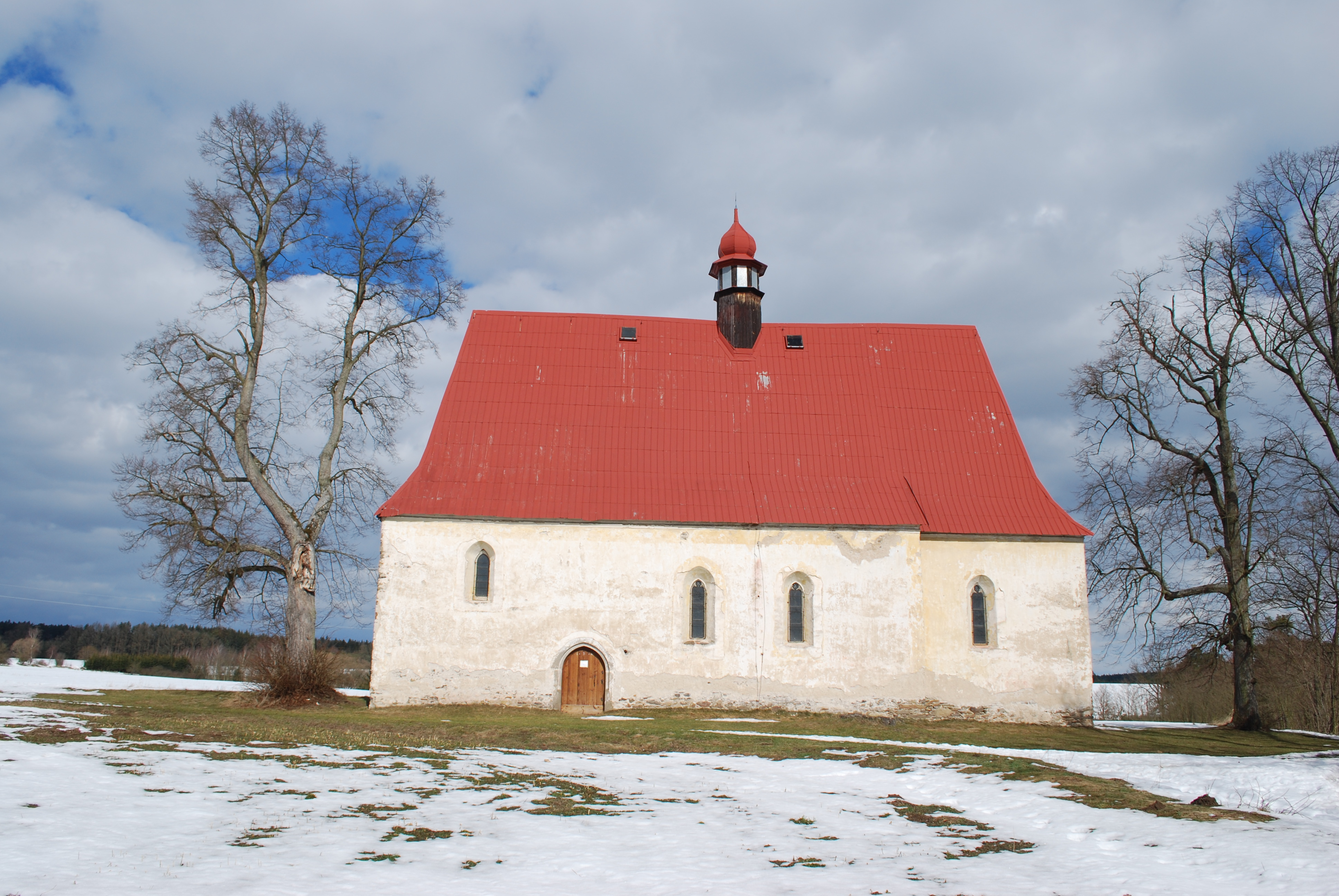
Chapelle de l'Assomption de la Vierge Marie.